# Portret van Agnita Feis met sluier
Portret van Agnita Feis met sluier is een tekening van de Nederlandse kunstenaar Theo van Doesburg in het Centraal Museum in Utrecht.

## Voorstelling
Het stelt de Amsterdamse dichteres Agnita Feis voor, naar rechts met op haar hoofd een witte hoofddoek. Feis had vanaf omstreeks 1903 een relatie met Theo van Doesburg. In 1908 werd de tekening tentoongesteld op de tentoonstelling van tekeningen en schetsen van Van Doesburg (als Vrouw met den sluier). Tijdens deze tentoonstelling werd ook een schets voor Vrouw met den sluier tentoongesteld. Van deze schets ontbreekt tegenwoordig echter ieder spoor.

## Datering
De tekening wordt op stilistische gronden omstreeks 1906 gedateerd.

## Herkomst
Na Van Doesburgs dood in 1931 kwam het werk in bezit van zijn vrouw Nelly van Doesburg, die het in 1975 aan haar nicht Wies van Moorsel naliet. Van Moorsel schonk het in 1981 aan de Dienst Verspreide Rijkscollecties (nu Rijksdienst voor het Cultureel Erfgoed), die het in 1999 in blijvend bruikleen gaf aan het Centraal Museum.